# Quaderhangquelle
Koordinaten: 49° 23′ 33,7″ N, 8° 7′ 20,4″ O
Die Quaderhangquelle ist eine gefasste Quelle im Pfälzerwald.

## Lage
Die Quelle liegt innerhalb der Waldgemarkung der Stadt Deidesheim innerhalb der Haardt, wie der Ostrand des Pfälzerwald genannt wird. Sie befindet sich innerhalb des vom Mußbach durchflossenen Silbertals am namensgebenden Quaderhang, der Südflanke des Saulochköpfchens. Fast unmittelbar östlich kommt das in Nord-Süd-Richtung verlaufende Benjental mit dem Bach vom Schnokebrunnen ans Silbertal heran, das in östlicher Richtung fortan Gimmeldinger Tal heißt; in diesem Bereich befindet sich außerdem die Pfälzerwaldhütte.

## Bauwerk
Das in seiner gegenwärtigen Form seit 1907 bestehende Bauwerk ist mit Zinnen bekrönt. Das Wasser des Sammelschachts speist sich aus drei Quellen, von denen eine mittlerweile unauffindbar ist. Die beiden anderen sind an der Oberfläche nicht sichtbar.

## Funktion
Die Quaderhangquelle dient neben anderen der Grundwasserversorgung der Städte Neustadt an der Weinstraße sowie Deidesheim.